# José Maria de Albuquerque Melo
José Maria de Albuquerque Melo foi um político brasileiro. Governou Pernambuco interinamente em 1891, como presidente da Assembléia Estadual em novembro de 1891. Foi sucedido poucos dias depois por Antônio Epaminondas de Barros Correia.